# جبشیت
جبشیت (به عربی: جبشيت) یک منطقهٔ مسکونی در لبنان است که در شهرستان نبطیه واقع شده‌است.